# Дрегулешть
Дрегулешть, Дрегулешті (рум. Drăgulești) — село у повіті Вилча в Румунії. Входить до складу комуни Денічей.
Село розташоване на відстані 142 км на північний захід від Бухареста, 18 км на південь від Римніку-Вилчі, 84 км на північний схід від Крайови, 120 км на південний захід від Брашова.

## Населення
За даними перепису населення 2002 року у селі проживала 151 особа, усі — румуни. Усі жителі села рідною мовою назвали румунську.